# Leiopsammodius somalicus
Leiopsammodius somalicus är en skalbaggsart som beskrevs av Rudolph Petrovitz 1961. Leiopsammodius somalicus ingår i släktet Leiopsammodius och familjen Aphodiidae. Inga underarter finns listade i Catalogue of Life.